# Giordano di Séverac
Giordano di Séverac (Sévérac-le-Château, 1280 circa – 1330 circa) è stato un missionario e vescovo cattolico francese, appartenente all'Ordine dei Frati Predicatori.

## Biografia
Giordano, forse figlio di un notaio, nacque a Sévérac-le-Château.
Inviato missionario nel nord della Persia, operò nella diocesi di Tabriz, dove abitualmente risiedeva. Nel 1321 è attestata la sua presenza nel sud dell'India, assieme ai frati francescani Tommaso da Tolentino, Giacomo da Padova, Pietro da Siena e Demetrio da Tiflis, diretti verso la Cina. A Thane, nei pressi di Bombay, i quattro compagni di Giordano subirono il martirio ad opera di fanatici musulmani (Tommaso, Giacomo e Demetrio il 9 aprile 1321, Pietro da Siena due giorni dopo).
Giordano evitò la morte perché si era recato presso le comunità nestoriane del Gujarat e per un certo periodo operò come missionario a Baruch e a Suali (?) presso Surat.
Ai suoi confratelli di Tabriz scrisse due lettere, la prima da Gogha il 12 ottobre 1321 e la seconda da Thane il 24 gennaio 1323/4, nelle quali descrive il progresso della sua missione ed invita a raggiungerlo nel lavoro di evangelizzazione dell'India. Grazie a queste sue lettere altri missionari raggiunsero il subcontinente, ma spostandosi verso sud, dove v'era una consistente presenza di cristiani nestoriani. Lo stesso Giordano visitò Kollam (o Quilon) in un'epoca imprecisata fra il 1324 ed il 1328, ritenendo che fosse la località più adatta per il suo lavoro missionario.
Nel 1328 rientrò in Europa e si recò, sembra, ad Avignone, dove papa Giovanni XXII nominò 'iordanus catalanus' primo vescovo della neoeretta diocesi di Quilon. Di ritorno in India, si fermò a Soltaniyeh, perché era stato incaricato dal papa di consacrare Giovanni di Cori, il nuovo arcivescovo locale, assieme a Tommaso di Mancasola, vescovo di Samarcanda, e di consegnargli il pallio.
Come la data di nascita, anche quella del decesso è sconosciuta e controversa (e sconosciuti ne sono il luogo e le circostanze): nelle fonti dell'epoca non è più menzionato dopo l'8 aprile 1330. Tuttavia esiste una tradizione che lo vuole martire e che sembra essersi formata in ambiente domenicano nell'India Portoghese all'inizio del 1600. Il primo a riferire la notizia del suo martirio è João dos Santos, missionario e storico domenicano portoghese, nella sua opera "Ethiopia Oriental", stampata a Évora nel 1609. Il frate portoghese non indica la data del martirio, che, però, del suo racconto sembrerebbe di poco successivo a quello dei quattro frati minori. Questa tradizione risulta ancora seguita dalla Diocesi di Quilon, la quale scrive nel suo sito "He was martyred by Muslims in Bombay in 1336" (Fu martirizzato da Mussulmani a Bombay nel 1336) e dai Domenicani dell'India, che scrivono:"He was stoned to death in the early 1330s" (Fu lapidato a morte all'inizio del decennio  1330).
Giordano è autore di un testo chiamato Mirabilia descripta, scritto probabilmente tra il 1329 e il 1330, dove descrive il continente indiano, suddiviso in tre parti, in tutti i suoi aspetti: le regioni, i prodotti, il clima, i costumi, la flora e la fauna, l'artigianato, le divinità, i riti e le usanze indù, comprese le vacche sacre. In quest'opera, tra le altre cose, parla del Prete Gianni. La lingua de Jordanus Catalanus non era il francese, quindi nel testo ci sono molte parole catalane oppure occitane.
Egli formulò la previsione secondo la quale il mondo sarebbe stato conquistato in futuro dagli europei.